# Noussair Mazraoui
Noussair Mazraoui (arapski: نصير مزراوي) (Leiderdorp, 14. studenog 1997.) marokanski je nogometaš koji igra na poziciji desnog beka. Trenutačno igra za Manchester United.

## Klupska karijera

### Ajax
Mazraoui je odrastao u nizozemskom gradu Alphen aan de Rijn gdje je kao četverogodišnjak počeo igrati za lokalni klub AVV Alphen. Tri godine kasnije prešao je u Alphense Boys gdje je igrao samo godinu dana. Klub je napustio nakon što je dobio poziv Ajaxove akademije.
Za Jong Ajax debitirao je 12. kolovoza 2016. u utakmici Eerste Divisieja protiv Almere Cityja koji je poražen 1:4.
Za prvu momčad Ajaxa debitirao je 4. veljače 2018. kada je Ajax u utakmici Eredivisieja dobio NAC Bredu 3:1. U UEFA Ligi prvaka debitirao je 19. rujna protiv AEK Atene koja je poražena 3:0. Dana 2. listopada Mazraoui je postigao svoj prvi klupski pogodak i to u utakmici UEFA Lige prvaka protiv Bayerna koja je završila 1:1. Svoj prvi ligaški gol i asistenciju za Ajax postigao je 16. prosinca u ligaškoj utakmici u kojoj je De Graafschap poražen s visokih 8:0.

### Bayern München
Dana 24. svibnja 2022. Mazraoui je potpisao četverogodišnji ugovor s Bayernom. Za Bayern je debitirao 30. srpnja u utakmici DFL-Supercupa u kojoj je RB Leipzig izgubio 3:5. U Bundesligi je debitirao 5. kolovoza kada je Eintracht Frankfurt poražen rezultatom 1:6. U DFB-Pokalu je debitirao 31. kolovoza u utakmici u kojoj je klub Viktoria Köln izgubio 0:5. Za Bayern je u UEFA Ligi prvaka debitirao 13. rujna kada je Barcelona izgubila 2:0. Svoj prvi klupski pogodak postigao je 13. svibnja 2023. kada je Bayern igrao 6:0 sa Schalkeom.

### Manchester United
S Manchester Unitedom potpisao je četverogodišnji ugovor 13. kolovoza 2024.

## Reprezentativna karijera
Za Maroko je debitirao 8. rujna 2018. kada je Maroko pobijedio Malavi 3:0. Svoj prvi gol za reprezentaciju postigao je 19. studenog 2019. protiv Burundija koji je izgubio susret 0:3. Dana 10. studenog 2022. uvršten je u marokansku momčad za Svjetsko prvenstvo 2022. Maroko je bio 4. na tom Svjetskom prvenstvu.

## Priznanja

### Individualna
- Talent mjeseca Eredivisieja: studeni 2018.[16]
- Talent godine Ajaxa: 2019.[17]
- Gol mjeseca Ajaxa: siječanj 2022.[18]
- Gol sezone Ajaxa: 2021./22.[19]
- Član momčadi godine Eredivisieja prema CIES-u: 2021./22.[20]

### Klupska
Ajax
- Eredivisie: 2018./19., 2020./21., 2021./22.
- Nizozemski nogometni kup: 2018./19., 2020./21.
- Nizozemski nogometni superkup: 2019.

Bayern München
- Bundesliga: 2022./23.
- DFL-Supercup: 2022.

## Vanjske poveznice
- Profil, Soccerway
- Profil, WorldFootball.net